# Seznam sportovních disciplín
Související články: Abecední seznam sportovních disciplín.

## Kolektivní sporty

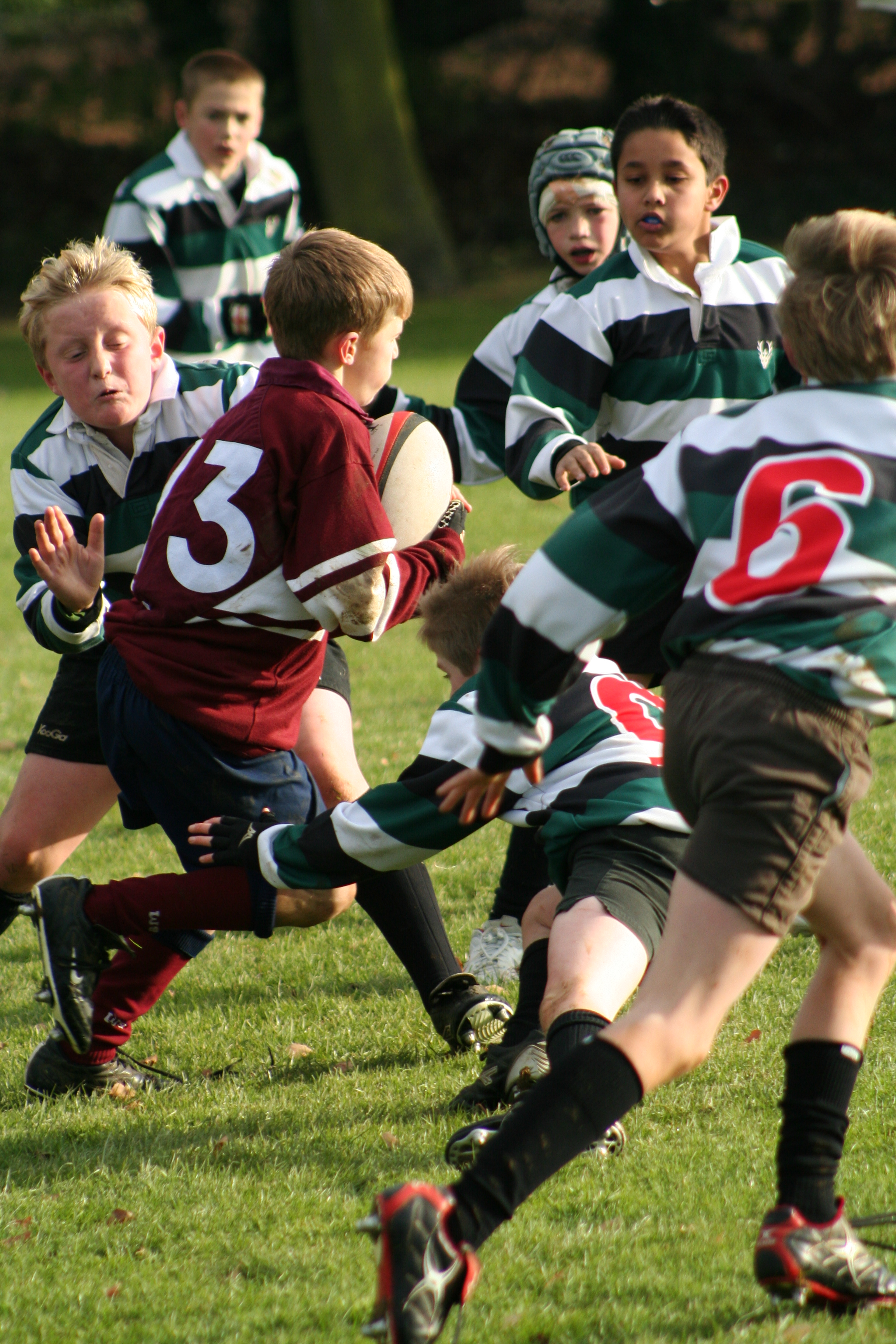
Školní zápas v ragby

## Letní
- Americký fotbal
- Australský fotbal
- Česká házená
- Florbal
- Fotbal
- Frisbee
- Goalball
- Halový hokej
- Házená
- Hokejbal
- Inline hokej
- Kolová
- Korfbal
- Nohejbal
- Lakros
- Pólo
- Pozemní hokej
- Quadruggby
- Raffbal
- Ragby
- Ringet
- Ringo
- Rink hokej (Roll hokej)
- Skater hokej
- Streetbal
- TFA
- Ufobal
- Volejbal

### Pálkovací
- Baseball
- Kriket
- Softbal

### Vodní
- Podvodní Ragby
- Vodní pólo
- Vodní slalom
- Rychlostní Kanoistika

### Zimní
- Bandy
- Lední hokej
- Para hokej

### Další sporty
- Jóga

### Gymnastika
- Aerobic
- Aquaerobic
- Fitness
- Kalanetika
- Moderní gymnastika
- Olympijský šplh
- Pilates
- Skoky na trampolíně
- Slades
- Sportovní gymnastika
- Teamgym

## Sporty zahrnující více disciplín
- Duatlon
- Kvadriatlon
- Moderní pětiboj
- Triatlon

## Míčové sporty

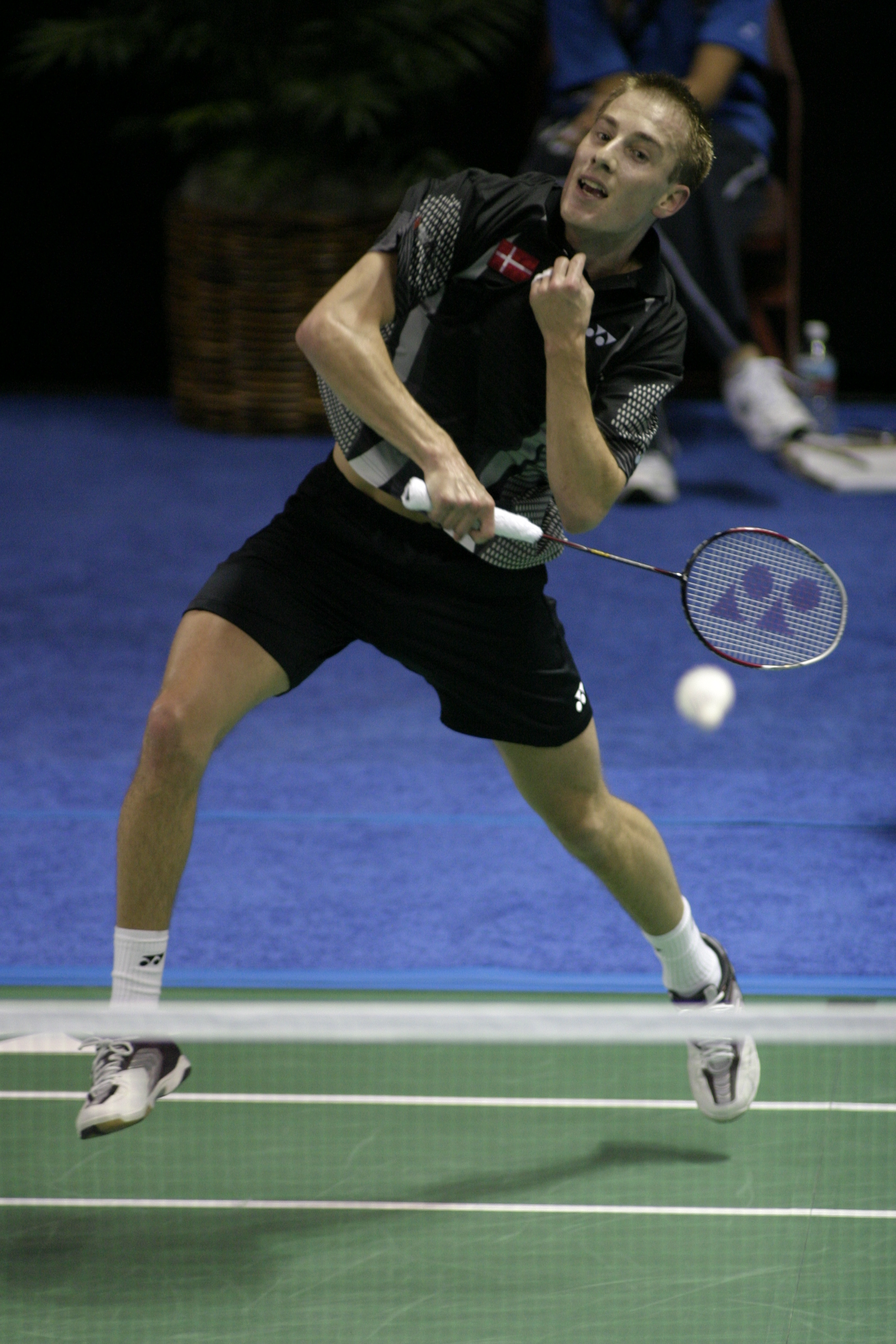
Peter Gade – dánský hráč badmintonu

- Basketbal
- Badminton
- Golf
- Házená
- Kroket
- Pelota baskická
- Racketlon
- Ricochet
- Showdown
- Slowpitch
- Squash
- Stolní tenis
- Tenis
- Fotbal

## Orientační sporty
- Lyžařský orientační běh
- MTBO (Mountain bike orienteering, či orientační závod na horských kolech)
- Orientační běh
- Orientační biatlon
- Rádiový orientační běh
- Trail orienteering

## Vodní sporty

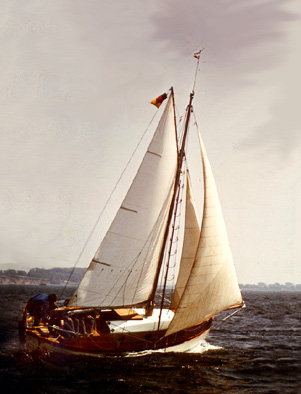
Jachting

- Jachting
- Kanoistika
- Kitesurfing
- Plavání
- Plachtění
- Ploutvové plavání
- Podvodní ragby
- Potápění
- Rafting
- Rychlostní kanoistika
- Skoky do vody
- Surfing
- Synchronizované plavání
- Veslování
- Vodní pólo
- Vodní lyžování
- Vodní slalom
- Volné potápění
- Windsurfing

## Zimní sporty

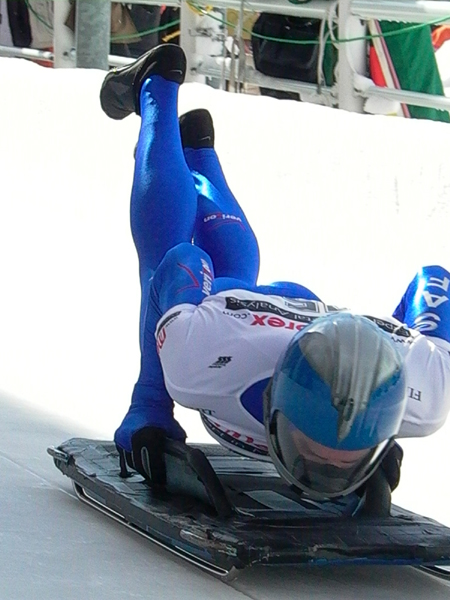
Skeleton

### Na sněhu
- Akrobatické lyžování
- Biatlon
- Lyžování
- Severská kombinace
- Skiboarding
- Skiboby
- Skijöring (jízda na lyžích v závěsu za koněm, psem, či motocyklem)
- Skoky na lyžích
- Snowboarding
- Snowkiting (jízda za drakem)
- Snowtubing (jízda na duši)

### Na ledu
- Boby
- Curling
- Krasobruslení
- Rychlobruslení
- Saně
- Skeleton

## Bojová umění a úpolové sporty
- Aikido
- Bahenní zápasy
- Barmský box
- Box
- Budžucu
- Capoeira
- Eskrima (Arnis, Kali)
- Gušti Čapan
- Hapkido
- Hwarangdo
- Iaidó
- Džú-džucu
- Judo
- Karate
- Kendó
- Kick-box
- Kobudó
- Kung-fu
- La canne
- Muay Thai (Thajský box, Thai box)
- Ninjutsu
- Pencak Silat
- Profesionální wrestling
- Sambo
- Savate
- Schwingen
- Sumó
- Šerm
- Taekwondo

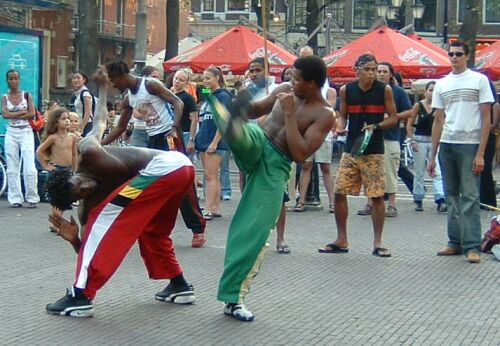
Capoeira

- Tchaj-ťi čchüan (Taiji, Taj-či, Tai-chi)
- Ultimate fighting
- Viet vo dao
- Wu-shu
- Zápas

## Silové sporty

### Klasické
- Arm Wrestling (Páka)
- Silový trojboj
- Vzpírání

### Formování postavy
- Bodyfitness
- Kulturistika

## Motorismus

### Automobilové sporty

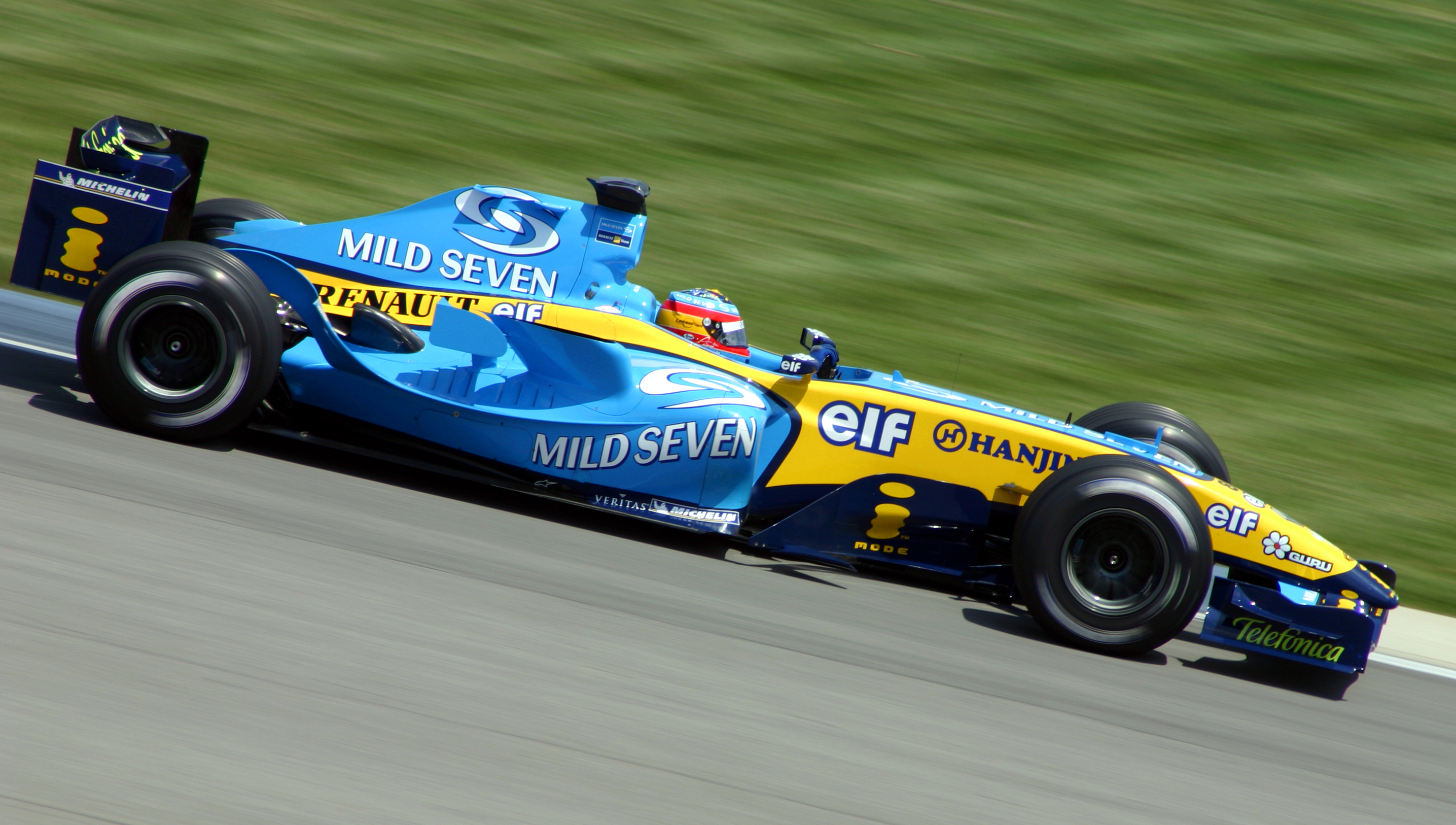
Formule 1 – Fernando Alonso

- Drift
- Formule
- Motokáry
- Monster truck
- Rallye
- Závody automobilů do vrchu
- Závody dragsterů
- Závody sportovních vozů
- Závody tahačů

### Motocyklové sporty
- Enduro
- Freestyle Motocross
- Ledová plochá dráha
- Mistrovství světa silničních motocyklů
- Motokros
- Plochá dráha
- Superbike
- Závody sajdkár

- Závody motorových člunů
- Závody sněžných skútrů

## Duševní sporty
- Bridž
- Dáma
- Go
- Šachy

## Ostatní sporty

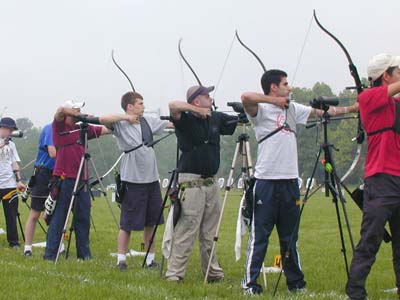
Lukostřelba

### Sporty zaměřené na přesnost
- Airsoft
- Bowling
- Bowls
- Kulečník
- Kuličky
- Kuželky
- Lukostřelba
- Petanque
- Šipky
- Střelba

## Jiné
- Basejump
- Bouldering
- Breakdance
- Cyklistika
- Deep water solo
- Dostihový sport
- Drytooling
- E-Sport
- Horkovzdušné balony
- Horolezectví
- Cheerleading
- Inline bruslení
- Jezdectví a vozatajství
- Kiteboarding
- Ledolezení
- Letecký sport
- Mažoretky
- Paintball
- Paragliding
- Parašutismus
- Poker
- Sportovní lezení
- Stolní hokej
- Šlapací vozítka
- Taneční sport
- Travní lyžování
- Turistika
- Zorbing
- Žonglování
- Sportovní rybolov

## Související seznamy
- Olympijské sporty
- Sporty Světových her